# Sabatinca heighwayi
Sabatinca heighwayi là một loài bướm đêm thuộc họ Micropterigidae. Nó được Philpott miêu tả năm 1927. Loài này có ở New Zealand.
Adults were được tìm thấy ở tháng 11.